# Relaciones China-Honduras
Las relaciones China-Honduras se refieren a las relaciones bilaterales entre China y Honduras (ahora se refiere principalmente a la República Popular China y la República de Honduras).
En 1564, el español Miguel López de Legazpi recibió la orden de emprender un largo viaje y abrió la primera ruta comercial desde la colonia española centroamericana a China a través de Filipinas. Después del New Deal a fines de la dinastía Qing, el gobierno Qing no estableció relaciones diplomáticas con Honduras, y no fue hasta 1941 que Honduras estableció relaciones diplomáticas con la República de China. El 26 de marzo de 2023, Honduras decidió romper relaciones diplomáticas con el gobierno de la República de China y establecer relaciones diplomáticas formales con la República Popular China a nivel de embajadores.

## Historia
En 1524, el ejército de España comenzó a conquistar Honduras, y se convirtió en colonia española en el mismo año, administrativamente bajo el Virreinato de Nueva España. En 1564, Miguel López de Legazpi inició una expedición por orden del rey, con la intención de establecer una base colonial en Filipinas y abrir rutas comerciales entre Filipinas y América, y luego utilizar Filipinas como tránsito. punto de importación Las mercancías chinas se transportan a Nueva España a través de la ruta del Pacífico, y luego se transportan de regreso a España. Dinastía Ming "Kunyu Wanguo Quantu" llamó a Honduras "Fengduwa". Dinastía Qing Xu Jiyu "Ying Huanzhilue" se refirió a Honduras como "Coaxing Durras".
Dinastía Qing A finales de año, el gobierno Qing estableció relaciones diplomáticas con México, Panamá y otros países centroamericanos, pero no estableció relaciones diplomáticas con Honduras. El 9 de abril de 1941, la República de China y Honduras establecieron relaciones diplomáticas a nivel ministerial, y en 1944 envió al Ministro de la República de China a Panamá y también a Honduras. Honduras solía tener un consulado general en la colonia de Hong Kong, pero cerró antes del traspaso de Hong Kong en 1997.
El 14 de marzo de 2023, la entonces presidente de Honduras xiomara Castro manifestó que había comenzado a tratar el establecimiento de relaciones formales con la República Popular China. Honduras afirmó que la razón para considerar el establecimiento de relaciones diplomáticas con la República Popular China son factores económicos más que ideológicos. El 22 del mismo mes, el Canciller de Honduras viajó a China para promover el establecimiento de relaciones diplomáticas. A las 8 a. m. del 26 de marzo de 2023, hora de Beijing (6 p. m. del día 25, hora de Honduras), el Ministerio de Relaciones Exteriores de Honduras anunció en Twitter la ruptura de relaciones diplomáticas con el gobierno de la República de China, y Reconocer que la República Popular China es el único gobierno legal que representa a China y que Taiwán es una parte inalienable del territorio chino. Más tarde ese mismo día, los ministros de Relaciones Exteriores de los dos países firmaron el "Comunicado Conjunto sobre el Establecimiento de Relaciones Diplomáticas entre la República Popular China y la República -{Hong}-Duras" en Beijing, estableciendo formalmente relaciones diplomáticas

## Comunicación política
En 1952, el gobierno de Honduras envió una delegación para participar en la Conferencia Regional de Paz de Asia y el Pacífico celebrada en Beijing.
Honduras una vez planeó cerrar algunas embajadas y consulados en países de América Latina en 2011, y usar sus fondos operativos para establecer una oficina semioficial de desarrollo comercial en la República Popular China, pero terminó siendo nada.
En enero de 2015, el Canciller interino Ochoa de Honduras vino a China para asistir a la primera reunión ministerial del Foro China-CELAC. Del 21 al 22 de enero de 2018, la delegación de Honduras participó en la segunda reunión ministerial del Foro China-CELAC realizada en Chile Santiago.
El 11 de mayo de 2021, el entonces presidente de Honduras Juan Orlando Hernández declaró que para poder obtener la vacuna contra el COVID-19, Honduras puede estar en China continental El establecimiento de una oficina comercial se referirá a las sugerencias hechas por la parte china y buscará un "puente diplomático", pero luego visitó Taiwán en vísperas de dejar el cargo en noviembre, enfatizando que Relación con la República de China es estable. En las elecciones generales de Honduras de 2021, la candidata Libertad y Refundacion Xiomara Castro se comprometió a abrir relaciones diplomáticas con China si tenía éxito. Sin embargo, su equipo de campaña declaró más tarde que continuaría mantener relaciones diplomáticas con Taipéi.
El 31 de diciembre de 2022, el ministro de relaciones exteriores estuvo presente en la toma de posesión del Presidente de Brasil Lula se reunió con el Viceministro de Relaciones Exteriores de la República Popular China Xie Feng durante la ceremonia de inauguración para discutir la cooperación en la construcción de la Represa Patuca n.º 2.
En marzo de 2023, la Presidenta de Honduras xiomara Castro y el ministro de Relaciones Exteriores expresaron sucesivamente su voluntad de establecer relaciones diplomáticas con el gobierno de la República Popular China. El 23 de marzo de 2023, el Newtalk News de Taiwán informó que una fuente con conocimiento del tema dijo que el Gobierno de Gabochu propuso 6 mil millones de dólares estadounidenses al gobierno de la República Popular de China tan pronto como asumió el cargo El plan de construcción es una condición para el establecimiento de relaciones diplomáticas con la República Popular China, y se solicitó al gobierno de la República de China una asistencia financiera de 2500 millones de dólares estadounidenses. El 26 de marzo de 2023, el Ministerio de Relaciones Exteriores de Honduras anunció que el país había establecido relaciones diplomáticas con el gobierno de la República Popular China y roto relaciones diplomáticas con el gobierno de la República de China.
El 9 de junio de 2023, la Presidenta de Honduras Xiomara Castro llegó a Shanghái, en lo que fue la primera visita de Estado a la República Popular China del Presidente de Honduras. El 11 de junio se inauguró la embajada de Honduras en China en Beijing, y el primer embajador fue un farmacólogo Salvador Moncada. El 12 de junio, el presidente chino Xi Jinping sostuvo una reunión con la presidente hondureña xiomara Castro.

## Relaciones económicas y comerciales
En 2016, el volumen comercial entre los dos países fue de US$748 millones, de los cuales China exportó US$720 millones e importó US$28 millones, un 16,12 %, 15,88 % y 21,86 % menos, respectivamente, en comparación con el mismo período anterior.
En 2022, el volumen de comercio entre los dos países será de 1590 millones de dólares estadounidenses, de los cuales China exportará 1560 millones de dólares estadounidenses e importará 29 239 millones de dólares estadounidenses, un 1,6 %, 1,3 % y 14,3 % menos, respectivamente, en comparación con el mismo período del pasado.

## Comunicación

### Viajes y visa
Honduras actualmente permite unilateralmente que los pasaportes diplomáticos y oficiales de la República Popular China ingresen a Honduras sin visa. Los ciudadanos chinos que tienen visa estadounidense pasaportes ordinarios válidos también pueden ingresar a Honduras sin visa.
La República Popular China aún no ha establecido una embajada en Tegucigalpa, y la Embajada en México también está a cargo de los asuntos relacionados con Honduras, después del establecimiento de relaciones diplomáticas entre la República Popular China y Costa Rica en 2007, se cambió a Embajada en Costa Rica y estará bajo la jurisdicción de junio de 2023 En noviembre abrió la Embajada de la República Popular China en Honduras.